# Madagascar nos Jogos Olímpicos de Verão de 2004
Madagascar competiu nos Jogos Olímpicos de Verão de 2004, em Atenas, na Grécia.